# Všeobecné povolání ke svatosti
Všeobecné povolání ke svatosti či Univerzální povolání ke svatosti je učení římskokatolické církve, že všichni lidé jsou povoláni ke svatosti, a vychází z Matoušova evangelia: „Buďte tedy dokonalí, jako je dokonalý váš nebeský Otec“ – Mt 5, 48 (Kral, ČEP). V první knize Bible je výzva ke svatosti vyjádřena v Hospodinových slovech k Abrahamovi: „Choď přede mnou a buď bezúhonný“ – Gn 17, 1 (Kral, ČEP).

## Popis
V. kapitola dogmatické konstituce o církvi Lumen gentium pojednává o všeobecném povolání ke svatosti:
...všichni Kristovi věrní bez ohledu na postavení a hodnost jsou povoláni k plnosti křesťanského života a k dokonalosti lásky; ...musí jít v jeho šlépějích a připodobňovat se jeho obrazu a ve všem hledat Otcovu vůli. Celou svou bytostí se musí věnovat Boží slávě a službě bližním.
Papež Benedikt XVI. hovořil o všeobecném volání ke svatosti při generální audienci ve středu 13. dubna 2011:
"...Svatí různými způsoby vyjadřovali mocnou a proměňující přítomnost Zmrtvýchvstalého. Nechali Ježíše, aby tak zcela ovládl jejich život, že mohli se svatým Pavlem říci: „Už nežiji já, ale žije ve mně Kristus“ – Gal 2, 20 (Kral, ČEP). Následování jejich příkladu, hledání jejich přímluvy, vstupování do společenství s nimi „nás přibližuje Kristu, takže naše společenství se svatými nás spojuje s Kristem, z něhož jako z jejich pramene a hlavy vychází každá milost a sám život Božího lidu“ (srov. II. vatikánský koncil, Dogmatická konstituce o církvi Lumen gentium, č. 50).
Na závěr této série katechezí bych proto rád nabídl několik myšlenek o tom, co je to svatost. Co to znamená být svatý? Kdo je povolán být svatý? Často jsme vedeni k myšlence, že svatost je cílem vyhrazeným jen pro několik vyvolených. Svatý Pavel naopak mluví o velkém Božím plánu a říká: „jako nás (Bůh) vyvolil v něm [Kristu] před založením světa, abychom byli před ním svatí a bezúhonní“ – Ef 1, 4 (Kral, ČEP). A mluvil o nás všech. Středem božského plánu je Kristus, v němž Bůh v souladu s přízní své vůle ukazuje svou Tvář. Tajemství skryté po staletí se v plnosti zjevuje ve Slově, které se stalo tělem. A Pavel pak říká: „v něm se zalíbilo přebývat celé Boží plnosti“ – Kol 1, 19 (Kral, ČEP)...
Druhý vatikánský koncil v Dogmatické konstituci o církvi jasně hovoří o všeobecném povolání ke svatosti a říká, že nikdo není vyloučen: „Formy a úkoly života jsou různé, ale svatost je jedna – ta svatost, kterou pěstují všichni, kdo jednají pod vlivem Božího Ducha a... následují Krista, chudí, pokorní a nesoucí kříž, aby si zasloužili mít podíl na jeho slávě" (Lumen gentium, č. 41).“
Všeobecné povolání ke svatosti je zakořeněno ve křtu a ve velikonočním tajemství, které spojuje člověka s Ježíšem Kristem, jenž je pravý Bůh a pravý člověk, a tím ho sjednocuje s druhou osobou Nejsvětější Trojice a uvádí ho do společenství s životem uvnitř Nejsvětější Trojice.
Josemaría Escrivá, zakladatel Opus Dei, hlásal od roku 1928 všeobecné povolání ke svatosti především pro laiky, kteří žijí všedním životem a vykonávají obyčejnou práci: „V těch nejobyčejnějších situacích se skrývá něco svatého, něco božského, a je na každém z vás, abyste to objevili.“ Dávno před Josemarjou učil Ben Sira o laicích, že „bez nich nemůže být město obydleno“ a že „oni udržují stav světa a veškerá jejich touha spočívá v práci jejich oboru“.
Jan Pavel II. ve svém apoštolském listě Novo Millennio Ineunte, apoštolském listě pro nové tisíciletí, „programu pro všechny časy“, uvádí, že svatost není jen stav, ale úkol, jímž se křesťané mají snažit o plný křesťanský život, napodobovat Krista, Boha Syna, který dal svůj život za Boha Otce a za bližního. K tomu patří „výchova v umění modlitby“. Podle papeže musí být všechny pastorační iniciativy zasazeny do vztahu ke svatosti, neboť ta musí být nejvyšší prioritou církve. Univerzální povolání ke svatosti je vysvětlováno jako zásadnější než rozlišování povolání k jednotlivým způsobům života, jako je kněžství, manželství nebo panenství.
Jádrem spirituality katolíka je tato výzva k dokonalosti.